# Fortaleza de Coulão

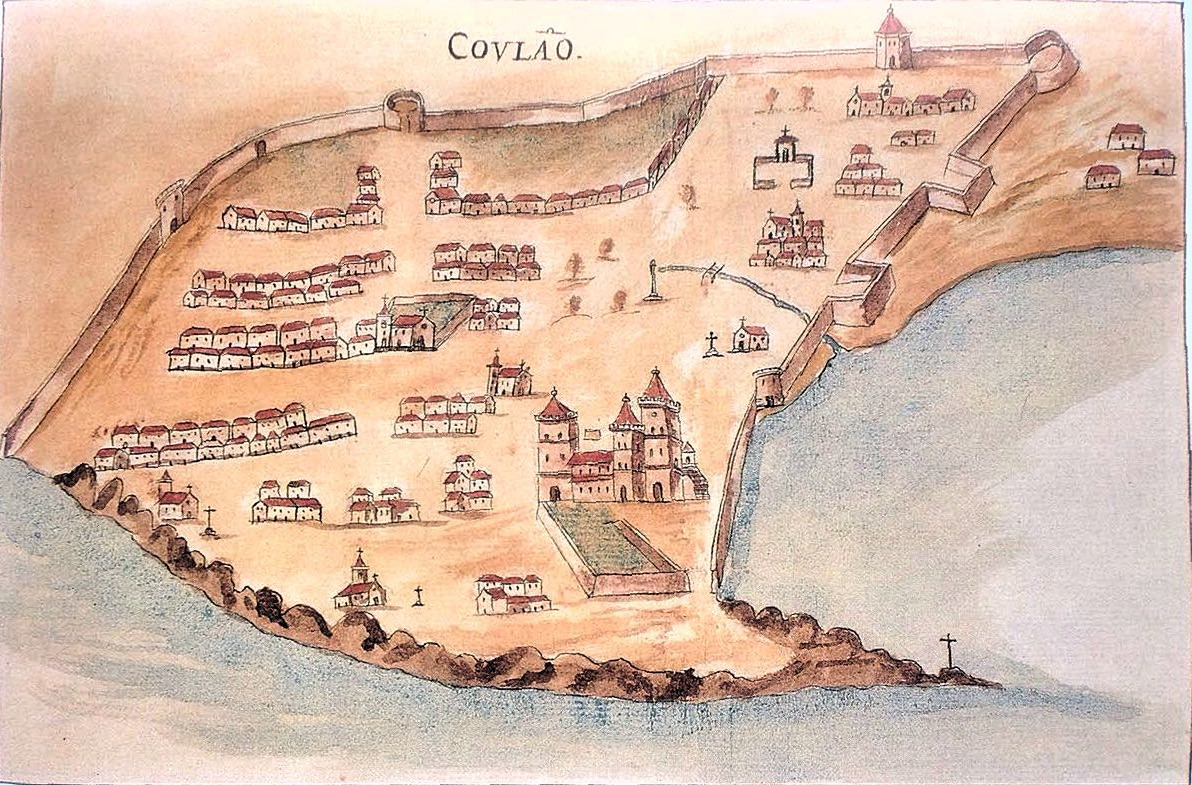
A fortaleza de Coulão.

A Fortaleza de São Tomé de Coulão foi uma fortificação portuguesa construída na Costa do Malabar, no antigo Reino de Coulão, pelos portugueses. Foi conquistada pela Companhia Holandesa das Índias Orientais em 1661.
O Reino de Coulão era um importante porto por onde se escoava pimenta, gengibre e também vivia ali uma importante comunidade de Cristãos de São Tomé, com a qual os portugueses entraram em contacto. Em 1503 Afonso de Albuquerque firmou um tratado de comércio com o rei de Coulão e em 1505 o rei D. Manuel ordenou a fortificação da feitoria para garantir a segurança dos portugueses frente aos ataques dos muçulmanos seus concorrentes. A construção foi feita em 1519 e escolhida a praia de Tangasseri. A fortaleza foi sitiada por tropas indianas ainda em 1519 mas, apesar de ser uma construção pequena a sua guarnição resistiu ao assédio durante meses.

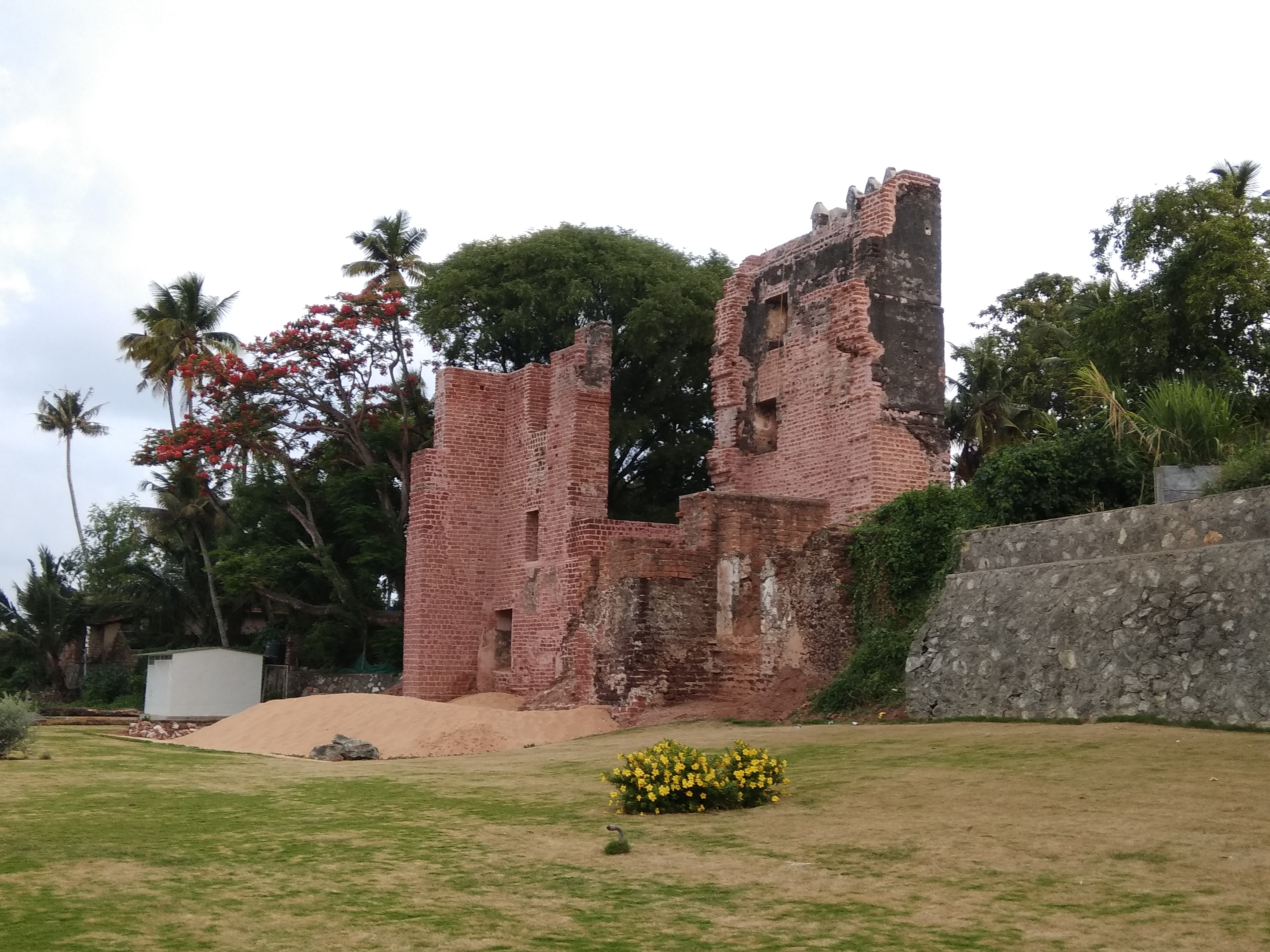
Ruínas da casa do capitão de Coulão.

A fortaleza foi aumentada e melhorada durante os sécs. XVI e XVII até a muralha ter um quilómetro de circuito com muitas casas. Em 1606, o A 2 de Janeiro de 1606, D. Jorge de Melo, capitão de Coulão, fez uma arremetida com 1600 homens contra o exército do rei de Travancore, matou e feriu grande número de inimigos e recolheu-se à fortaleza com pouca perda. A 10 de Dezembro de 1661 a fortaleza foi atacada por uma poderosa frota holandesa comandada por Rijckloff van Goens e conquistada. O núcleo manuelino original, o forte de São Tomé, foi aproveitado pelos holandeses.
Da fortaleza original, hoje subsistem apenas alguns vestígios da casa do capitão mas a sua sobrevivência até à actualidade dever-se-á à argamassa de alta resistência à base em cal de ostra, resistente à água, desenvolvida pelos portugueses que, segundo Gaspar Correia, quando endurecia nem uma picareta a partia.